# Soviet Kitsch
Soviet Kitsch è il terzo album della cantautrice Regina Spektor. Una versione dell'album comprende un bonus DVD contenente The Survival Guide to Soviet Kitsch ed il video del singolo Us.

## Tracce
1. Ode To Divorce - 3.42
2. Poor Little Rich Boy - 2.27
3. Carbon Monoxide - 4.59
4. The Flowers - 3.54
5. Us - 4.52
6. Sailor Song - 3.15
7. Whisper - 0.44
8. Your Honor - 2.10
9. Ghost Of Corporate Future - 3.21
10. Chemo Limo - 6.04
11. Somedays - 3.21

Your Honor vede la partecipazione dei Kill Kenada.